# Джурчинская волость
Джурчинская во́лость — административно-территориальная единица в составе Перекопского уезда Таврической губернии. Образована в результате земской реформы 1890 года, при реоганизации, в основном, Ишуньской волости.

## География
Располагалась на западе уезда, знимая прилегающие к Перекопскому перешейку и Каркинитскому заливу земли. На севере граничила с Воинской, востоке — с Александровской волостями, на юге — Богемская волость, на западе граничила, по реке Самарчик, с Евпаторийским уездом. Рельеф — плоская степь. Занимала, в основном, запад современного Красноперекопского и север Первомайского районов — от реки Самарчик и долину Воронцовки с безымянным правым притоком.

## Состояние на 1892 год
В «…Памятной книжке Таврической губернии на 1892 год» в волости записано 37 населённых пунктов с населением 2316 человек, из них 25 деревень, при этом в деревне Эльгеры-Джайлак населения не было.

## Состояние на 1900 год
В Памятной книжке Таврической губернии на 1900 год зафиксировано 40 населённых пунктов с 4232 жителями, из них 24 деревни.
Кроме того в волости записаны 7 хуторов — Мамут-Чегер-Декчи с 25 жителями, Келечи — с 24, Бигень — с 7, Самарчик — с 7, Шигим — с 40, Якшибай — с 54 и Дюрмень — с 5;
8 экономий: Орджак-Джабу — 149 жителей, Джелишай — 49, Воронцовка — 147, Султанаш — 24, Большой Джайлак — 33, Мамут-Коджа — 43, Бабасан — 55, Когенлы — 30 и почтовая станция Дюрмень 11 жителей.

## Состояние на 1915 год
По Статистическому справочнику Таврической губернии. Ч.II-я. Статистический очерк, выпуск пятый Перекопский уезд, 1915 год, в Джурчинской волости Перекопского уезда числилось 58 различных поселений, из них 5 сёл: Байказак и Байказак (казёный участок), Джурчи, Куллар-Кипчак, Шигим русский и 25 деревень, в которых проживало 3392 человека приписных жителей и 1543 — «посторонних».

| - Акмечет-Найман - Бабасан (Новый Бабасан) - Байказак - Бигень - Биеч-Найман - Биюк-Бараш - Биюк-Бишкара - Воронцовка - Джавгачты | - Джан-Сакал-Мангит - Джелишай - Кирей-Табор - Кият-Орка - Когенлы - Когенлы-Кият - Конурбай - Кутюке (немецкий) - Кутюке (татарский) | - Онгар-Найман - Онгар-Найман-Каланчак - Онгар-Найман-Чалбас - Токульчак - Учевли-Орка - Чалбаш-Джурчи - Шигим (казёный участок) - Шигим татарский |

Кроме того в волости числились 14 хуторов: Арджак-Джабу, Биюк-Бараш, Бораш, Дюрмен, 2 хутора Кирей, Каменка, Калача, Мамут-Чегер-Декчи, Мангут-Келечи, Онгар-Найман, Орман-Аджи, Султанаш-Воронцовка и Тарасовка; 11 экономий — Арджак-Джаба, Воронцовка, Джайлак, Джелишай, Джелишай-Весёлое, Когенлы-Кият-Отрадное, Конурбай, Мамут-Коджа, Орман-Аджи, Софроновка, Якшибай и почтовая станция Дюрмень
Волость существовала до упразднения, согласно постановлению Крымревкома от 8 января 1921 года.